# قرية هايد بارك (فيرمونت)
قرية هايد بارك (بالإنجليزية: Hyde Park (village), Vermont)‏ هي قرية تقع في الولايات المتحدة في Hyde Park, Vermont. يقدر عدد سكانها بـ 415 نسمة ومساحتها 3.0 كم2 وترتفع عن سطح البحر 203 متر.

## التركيبة السكانية
حدّد مكتب تعداد الولايات المتحدة بيانات التركيبة السكانية لقرية هايد بارك في تعداد الولايات المتحدة. في ما يلي، التركيبة السكانية حسب تعدادي 2000 و2010.

### تعداد عام 2000
بلغ عدد سكان قرية هايد بارك 415 نسمة بحسب تعداد عام 2000، وبلغ عدد الأسر 192 أسرة وعدد العائلات 112 عائلة مقيمة في القرية. في حين سجلت الكثافة السكانية 137.9 نسمة لكل كيلومتر مربع (357.2/ميل2). وبلغ عدد الوحدات السكنية 207 وحدة بمتوسط كثافة قدره 68.8 لكل كيلومتر مربع (178.2/ميل2).
وتوزع التركيب العرقي للقرية بنسبة 98.55% من البيض و0.96% من الأمريكيين الأفارقة و0.24% من الأمريكيين ذوي الأصول الآسيوية و0.24% من عرقين مختلطين أو أكثر و0.48% من الهسبانيون أو اللاتينيون من أي عرق.
بلغ عدد الأسر 192 أسرة كانت نسبة 24% منها لديها أطفال تحت سن الثامنة عشر تعيش معهم، وبلغت نسبة الأزواج القاطنين مع بعضهم البعض 45.3% من أصل المجموع الكلي للأسر، ونسبة 9.4% من الأسر كان لديها معيلات من الإناث دون وجود شريك، بينما كانت نسبة 3.6% من الأسر لديها معيلون من الذكور دون وجود شريكة وكانت نسبة 41.7% من غير العائلات. تألفت نسبة 34.4% من أصل جميع الأسر من عدة أفراد يعيشون في نفس المنزل ونسبة 11.5% كانت تتألف من شخص يعيش بمفرده يبلغ من العمر 65 عاماً أو أكثر. وبلغ متوسط حجم الأسرة المعيشية 2.16، أما متوسط حجم العائلات فبلغ 2.75.
بلغ العمر الوسطي للسكان 43.6 عاماً. وكانت نسبة 19.8% من القاطنين تحت سن الثامنة عشر، وكانت نسبة 6.7% بين الثامنة عشر والرابعة والعشرين عاماً، ونسبة 25.8% كانت واقعةً في الفئة العمرية ما بين الخامسة والعشرين والرابعة والأربعين عاماً، ونسبة 29.6% كانت ما بين الخامسة والأربعين والرابعة والستين، ونسبة 18.1% كانت ضمن فئة الخامسة والستين عاماً فما فوق. يوجد لكل 100 أنثى 92.1 ذكر، ويوجد لكل 100 أنثى في الثامنة عشر من عمرها فما فوق 85.0 ذكر.
بلغ متوسط دخل الأسرة في القرية 35,781 دولارًا، أما متوسط دخل العائلة فبلغ 50,000 دولارًا. وكان متوسط دخل الذكور 35,357 دولارًا مقابل 26,016 دولارًا للإناث. وسجل دخل الفرد الخاص بالقرية 22,790 دولارًا. وكانت نسبة 2% من العائلات ونسبة 5.6% من السكان تحت خط الفقر، وكان من هؤلاء نسبة 5.5% تحت سن الثامنة عشر ونسبة 6.8% في الخامسة والستين من العمر وما فوق.

### تعداد عام 2010
بلغ عدد سكان قرية هايد بارك 462 نسمة بحسب تعداد عام 2010، وبلغ عدد الأسر 194 أسرة وعدد العائلات 128 عائلة مقيمة في القرية. في حين سجلت الكثافة السكانية 153.5 نسمة لكل كيلومتر مربع (397.6/ميل2). وبلغ عدد الوحدات السكنية 216 وحدة بمتوسط كثافة قدره 71.8 لكل كيلومتر مربع (186.0/ميل2).
وتوزع التركيب العرقي للقرية بنسبة 95.02% من البيض و1.08% من الأمريكيين الأفارقة و0.22% من الأمريكيين الأصليين و0.87% من الأمريكيين ذوي الأصول الآسيوية و1.30% من الأعراق الأخرى و1.52% من عرقين مختلطين أو أكثر و0.22% من الهسبانيون أو اللاتينيون من أي عرق.
بلغ عدد الأسر 194 أسرة كانت نسبة 33.5% منها لديها أطفال تحت سن الثامنة عشر تعيش معهم، وبلغت نسبة الأزواج القاطنين مع بعضهم البعض 44.8% من أصل المجموع الكلي للأسر، ونسبة 13.9% من الأسر كان لديها معيلات من الإناث دون وجود شريك، بينما كانت نسبة 7.2% من الأسر لديها معيلون من الذكور دون وجود شريكة وكانت نسبة 34% من غير العائلات. تألفت نسبة 29.4% من أصل جميع الأسر من عدة أفراد يعيشون في نفس المنزل ونسبة 9.3% كانت تتألف من شخص يعيش بمفرده يبلغ من العمر 65 عاماً أو أكثر. وبلغ متوسط حجم الأسرة المعيشية 2.38، أما متوسط حجم العائلات فبلغ 2.84.
بلغ العمر الوسطي للسكان 38.0 عاماً. وكانت نسبة 26% من القاطنين تحت سن الثامنة عشر، وكانت نسبة 8.7% بين الثامنة عشر والرابعة والعشرين عاماً، ونسبة 25.1% كانت واقعةً في الفئة العمرية ما بين الخامسة والعشرين والرابعة والأربعين عاماً، ونسبة 27.9% كانت ما بين الخامسة والأربعين والرابعة والستين، ونسبة 12.3% كانت ضمن فئة الخامسة والستين عاماً فما فوق. وتوزع التركيب الجنسي للسكان بنسبة 47.4% ذكور و52.6% إناث.